# Украјинци у Србији
Украјинци у Србији (укр. Українці в Сербії) су припадници украјинске мањинске заједнице у Србији. Званично су признати као самосвојна и  пуноправна национална мањина, која је представљена преко Националног савета украјинске националне мањине. Највећим делом живе у северним областима Србије, на подручју Војводине, у областима Бачке и Срема. Говоре украјинским језиком и употребљавају украјинску ћирилицу. Према попису становништва из 2011. године, на подручју Србије живи 4.903 припадника украјинске мањине, што чини 0,07% од укупног броја становника. Најзначајнија културно-просветна организација Украјинаца у Србији је Друштво за украјински језик, књижевност и културу "Просвета" (Просвіта). Према попису становништва из 2022. у Србији живи 3.969 Украјинаца.
Украјинској народној заједници у Србији (поред етничких Украјинаца у ужем смислу) такође припада и проукрајински део Русина, који се изјашњавају као Русини-Украјинци, а који су окупљени око Савеза Русина Украјинаца Србије. Поменуте Русине-Украјинце, који се сматрају русинским огранком украјинског народа, не треба мешати са етничким Русинима, који се изјашњавају као припадници посебног источнословенског русинског народа.
Остваривање мањинских права украјинске заједнице у Србији представља посебну област међусобне сарадње у склопу односа између Србије и Украјине.

## Историја
Средином 18. века, за време хабзбуршке власти, започео је процес досељавања источнословенског становништва на подручје тадашње јужне Угарске. Део становништва које се након укидања обласне самоуправе у Запорожју (1775) доселило у Хабзбуршку монархију, настањен је око 1785. године у јужним угарским областима, а највећим делом у банатском Потисју. Иако се део тог становништва касније вратио у стари завичај, током 19. века је долазило до повремених долазака нових досељеника, међу којима се очувала свест о пореклу са украјинских простора.
У то време, национални развој немађарских народа у Угарској био је спутаван од стране државних власти, које су промовисале политику мађаризације. Према тадашњој пракси, аустроугарске власти су целокупно источнословенско становништво сврставале под појам Рутени. Када је у источној Галицији дошло до успона украјинске националне идеје, том покрету су се прикључили и људи украјинског порекла из других делова монархије.
Украјинска идеја је такође утицала и на део карпатских Русина, а међу русинским првацима из јужних угарских области, који су се почетком 20. века прикључили украјинском националном покрету, био је и гркокатолички свештеник Хавријил Костељник (1886–1948), родом из Руског Крстура. Његов пример ће касније следити и неки други русински прваци.
Након распада Аустроугарске монархије (1918) и стварања Краљевине Срба, Хрвата и Словенаца (Југославије), наступиле су повољније околности за развој украјинске заједнице, која је током међуратног раздобља (1918–1941) додатно оснажена, захваљујући доласку украјинских имиграната, који су се након пропасти Украјинске Народне Републике доселили у Југославију. Делатност украјинских политичких имиграната била је обележена честим споровима са утицајном руском политичком имиграцијом, што је на посредан начин утицало и на прилике међу домаћим Украјинцима, а односи унутар шире источнословенске заједнице у Југославији постали су још сложенији услед појаве неких специфичних процеса, који су се одвијали међу домаћим Русинима.
Током међуратног периода, украјинска заједница је проширена сврставањем неколицине русинских првака уз украјински национални покрет, услед чега се у оквиру тадашњег Русинског народног просветног друштва (РНПД), које је основано 1919. године, појавила подела на две струје, од којих се прва залагала за очување русинске народне посебности, док се друга залагала за пуну интеграцију Русина у украјински национални корпус. Под утицајем тадашњег крижевачког гркокатоличког бискупа Дионизија Њарадија, који је био присталица украјинизације свих Русина (како панонских, тако и карпатских) са важних положаја у РНПД постепено су уклоњени домаћи Русини, а на њихово место су постављени имигранти из Украјине, који су спроводи проукрајинску политику.
Услед низа нерешених питања у односима између две заједнице, украјинске и русинске, након Другог светског рата је донета одлука о њиховом сврставању у заједничку пописну категорију, тако да су Русини и Украјинци у резултатима пописа из 1948, 1953. и 1961. године приказивани заједно, али та пракса је потом напуштена, почевши од пописа који је спроведен 1971. године. Питање о односу између Украјинаца и Русина разматрано је у више наврата на разним нивоима власти у бившој Југославији, поготово у области остваривања разних мањинских права, која су се односила на употребу језика и писма, што је било од посебног значаја за решавање практичних питања која су се односила на остваривање мањинских права у области школског образовања на матерњем језику.

## Савремено доба
Значајна прекретница у историји украјинске заједнице у Србији догодила се 1990. године, када су представници Украјинаца у тадашњој Југославији постигли споразум са проукрајинским делом Русина, што је довело до стварања заједничке организације под називом: Савез Русина и Украјинаца. Насупрот томе, други део Русина, који се залагао за очување русинске националне посебности, формирао је крајем исте године сопствену организацију под називом: Матица русинска. Стварањем поменутих, јасно профилисаних организација, означен је почетак нове фазе у процесу диференцијације унутар русинске заједнице, која се и дефинитивно поделила на две струје: националну (окупљену око Матице русинске) и проукрајинску (окупљену око Савеза Русина и Украјинаца).
Након распада Југославије и Совјетског Савеза (1991–1992), украјинска заједница у Србији се непосредније повезала са матичном државом Украјином, која је након стицања независности преузела бригу о украјинском народу у дијаспори. У оквиру шире украјинске заједнице у Србији, посебну подршку државних и просветних институција Украјине, задужених за рад са дијаспором, добио је и проукрајински део Русина, који је заједно са Украјинцима био окупљен у Савезу Русина и Украјинаца.
Усвајањем нових законских решења о остваривању мањинских права у тадашњој Савезној Републици Југославији (2002), створени су предуслови за формирање националних савета као посебних органа мањинске самоуправе. Тим поводом се поставило питање, да ли ће Русини и Украјинци бити представљени у заједничком националном савету или ће свака заједница оформити свој сопствени савет. Сходно резултатима пописа становништва из 2002. године, формирана су два савета, а прва електорска скупштина украјинског националног савета одржана је 17. маја 2003. године у Кули.
Пошто се проукрајински део русинских првака у Србији посредством Савеза Русина и Украјинаца определио за украјинску националну опцију, тиме је у оквиру шире украјинске заједнице у Србији створена посебна подгрупа Русина-Украјинаца, који се у националном смислу изјашњавају као Украјинци, али су у оквиру свог украјинског националног идентитета наставили да негују и посебан облик русинског идентитета, сматрајући се огранком украјинског народа. Њихово проукрајинско русинство се по томе разликује од националног русинства, које се негује међу припадницима русинског народа. Током времена, проукрајински део русинских првака се у оквиру Савеза Русина и Украјинаца у потпуности интегрисао у украјински национални корпус, што је довело до редефинисања те организације и промене њеног назива, који од 2007. године гласи: Савез Русина Украјинаца Србије.
За разлику од поменутих Русина-Украјинаца, који су део украјинског народа, етнички Русини у Србији се и даље сматрају делом посебног русинског народа, који има своје националне организације. Посебност русинског народа је званично призната у Србији и неким другим државама, али не и у Украјини, која још увек не признаје националну посебност Русина.
Иако је делатност украјинских организација у Србији усмерена првенствено ка развоју сопствене народне заједнице, без оспоравања и угрожавања једнаких права других мањинских заједница, у појединим украјинским круговима се повремено манифестују тенденције ка негирању народне посебности етничких Русина, којима се оспорава право на етничку, односно националну посебност. Пошто је слобода изјашњавања етничке припадности гарантована Уставом Србије, као и одговарајућим законским прописима и међународним обавезама, сваки облик негирања етничке посебности било које заједнице сматра се неприхватљивим, што се подједнако односи на негирање украјинске народности од стране разних антиукрајинских чинилаца, као и на негирање посебне русинске народности од стране разних антирусинских чинилаца. Осврнувши се на поменуте појаве, бивши југословенски дипломата и један од истакнутих русинских стваралаца Михајло Хорњак је 2005. године нагласио: Рећи Русину да је Украјинац, исто је што и рећи Украјинцу да је Рус.

## Украјински језик у Србији
Украјинци у Србији говоре својим матерњим украјинским језиком, који је од стране државних органа званично признат као језик украјинске мањинске заједнице. У склопу примене Европске повеље о регионалним или мањинским језицима, која је у Србији ратификована 2006. године, потврђен је статус украјинског језика као пуноправног мањинског језика, који представља једно од основних идентитетских обележја украјинског народа у Србији.
Упркос томе, званично признање украјинског као мањинског језика у Србији није у потпуности испоштовано у пракси Библиотеке Матице српске и Народне библиотеке Србије, којима је по слову закона поверена примарна каталогизација (CIP) свих публикација које се издају на подручју Републике Србије. У пракси поменутих установа, УДК број за украјинску књижевност у Србији, који гласи: УДК 821.161.2(497.11), употребљава се за дефинисање посебне библиографске категорије којој није додељен назив: "Украјинска књижевност у Србији", већ се води под називом: "Русинска књижевност у Србији", што је у супротности са стварним значењем поменутог УДК броја, а такође је некоректно и према књижевном стваралаштву Украјинаца у Србији, пошто се број који припада њима и њиховој књижевности користи за означавање библиографске категорије у чијем називу украјинско име није ни поменуто.

## Демографија
Пре пописа становништва из 1971. године, Украјинци су исказивани заједно са Русинима.
- 1971: 5.643 (0,07%)
- 1981: 5.520 (0,06%)
- 1991: 5.042 (0,06%)
- 2002: 5.354 (0,07%)
- 2011: 4.903 (0,07%)

## Религија
Према резултатима пописа становништва из 2011. године, од укупног броја Украјинаца у Србији, чак 94,76% припада хришћанским вероисповестима, од чега су 57,56% православци, 36,14% католици, 0,570% протестанти и 0,08% припадници осталих хришћанских заједница.